# 2246 Бовелл
2246 Бовелл (2246 Bowell) — астероїд головного поясу, відкритий 14 грудня 1979 року.
Тіссеранів параметр щодо Юпітера — 3,041.